# Krzewina Zgorzelecka
Krzewina Zgorzelecka – stacja kolejowa w Krzewinie, w województwie dolnośląskim, w powiecie zgorzeleckim, w gminie Bogatynia. Znajdują się tu 2 perony.

## Historia
Stacja została otwarta 15 października 1875 roku; położona jest na linii ze Zgorzelca (niemieckiej części) do Żytawy, między Hirschfelde a Hagenwerder, i początkowo była przypisana do miejscowości Ostritz. Po II wojnie światowej granicę polsko-niemiecką wytyczono wzdłuż Nysy Łużyckiej i położony na wschodnim brzegu dworzec kolejowy znalazł się w Polsce jako jedyna część miasteczka. Ponieważ do dworca nie było dojazdu od strony polskiej sieci kolejowej, stację zamknięto.
23 września 1959 roku zawarta została umowa między rządem PRL a NRD o wzajemnym uprzywilejowaniu w tranzytowym ruchu kolejowym na odcinkach Hagenwerder – Krzewina Zgorzelecka – Hirschfelde – Zittau – Porajów. Już 6 listopada tego samego roku PKP i Niemieckie Koleje Ludowe (DR) podpisały porozumienie o wykonaniu postanowień tej umowy. W efekcie przystanek został otwarty pod nazwą Krzewina Zgorzelecka, pochodzącą od pobliskiej wsi Krzewina, a Niemcy zyskali możliwość wysiadania na leżącym nad rzeką przystanku i przechodzenia pod eskortą Straży Granicznej po moście do miasta Ostritz w Niemczech. Pociąg jechał przez terytorium polskie zaplombowany i z zasłoniętymi oknami.
W roku 1957 PKP otworzyła odcinek kolejowy Bogatynia – Zawidów przebiegający przez Krzewinę. Od 2000 roku stacja nie jest już obsługiwana przez polskie pociągi.
W 1993 roku umowa o małym ruchu granicznym złagodziła reżimy dla osób korzystających z przejścia, a w 2007 roku wejście do strefy Schengen pozwoliło znieść kontrolę graniczną. Obecnie stacja jest obsługiwana wyłącznie przez Ostdeutsche Eisenbahn GmbH (ODEG) jako linia OE 65.

## Połączenia
- Chociebuż
- Görlitz
- Biała Woda
- Żytawa